# Dzsikkjó Powerful Major League 2
A Dzsikkjó Powerful Major League 2 baseball-videójáték, a Dzsikkjó Powerful Pro jakjú sorozat tagja, melyet a Pawapuro Production fejlesztett és a Konami jelentetett meg. A játék 2007. október 4-én jelent meg Japánban, PlayStation 2 és Wii otthoni videójáték-konzolokra. Japánban a Wii változat címe Dzsikkjó Powerful Major League 2 Wii.
A Major League 2 volt a sorozat első tagja, mely Észak-Amerikában is megjelent, MLB Power Pros címmel 2007. október 3-án, a 2K Sports  jóvoltából. Az észak-amerikai kiadás számos ponton eltér a japán változattól, így a szereplők szemei jóval kisebbek, illetve szerepel benne a nyugati sportjátékokra jellemző teljesen szabad játékosszerkesztő is.

## Áttekintés
A játékoskeretek a 2007 júniusának végi állapotokat tükrözik, így Macuzaka Daiszuke és Okadzsima Hideki a Boston Red Sox, Igava Kei a New York Yankees, Kuvata Maszumi a Pittsburgh Pirates, míg Ivamura Akinori a Tampa Bay Devil Rays csapatában szerepel. Rajtuk kívül az összes többi japán aktív Major League-játékos, így Szuzuki Icsiró, Hideki Macui, Dzsódzsima Kendzsi, Szaitó Takasi, Óka Tomokazu, Tagucsi Szó, Macui Kazuo és Igucsi Tadahito, illetve az összes Major League Baseball Players Association-tag is szerepel a játékban. A nem MLBPA-tagok álnéven szerepelnek a játékban, a nevük mind „G.”-vel kezdődik, példának okáért Barry Bonds „G. Gonzales” néven kapott helyet.
A Wii-verzióban szerepel a Dzsikkjó Powerful Pro jakjú Wiiből átemelt Rimopava (az észak-amerikai kiadásban Wii Remote) nevű mód, mely a kontroller mozgásérzékelőjét használja irányítási sémaként, valamint a Miiket is támogatja. A PlayStation 2-kiadásba a Dzsikkjó Powerful Pro jakjú 14-ből és Dzsikkjó Powerful Pro jakjú Portable 2-ből, míg a Wii-verzióba a Pavapuro-kun Pocket 9-ből is lehet játékosokat importálni.